# Biocybernetica
Biocybernetica is een term die in de cybernetica wordt gebruikt als beschrijving van de biologische wetenschap opgevat in technologische termen. Biocybernetica omvatten de biologische disciplines die baat hebben bij de toepassing van cybernetica, waaronder neurologie en meercellige systemen. Biocybernetica spelen een belangrijke rol in de systeembiologie, waarbij getracht wordt verschillende informatieniveaus te integreren om te begrijpen hoe biologische systemen functioneren.
Biocybernetica zijn een abstracte wetenschap en een fundamenteel onderdeel van de theoretische biologie, gebaseerd op de principes van de systeemkunde.

## Etymologie
De term 'biocybernetica' is een samenvoegsel van bio (Grieks: βίος - leven) en cybernetica (Grieks: κυβερνητική - besturen). Hoewel de uitgebreide vorm van het woord 'biologische cybernetica' is, wordt het vakgebied in wetenschappelijke artikelen meestal aangeduid met biocybernetica.
Publicaties en onderzoek die zich bezighouden met biocybernetica kunnen worden gevonden onder een groot aantal gelijksoortige namen, waaronder moleculaire cybernetica, neurocybernetica en cellulaire cybernetica. Dergelijke velden betreffen disciplines die bepaalde aspecten van de studie van het levende organisme specificeren (neurocybernetica richt zich bijvoorbeeld op de studie van neurologische modellen in organismen).

## Categorieën
- Biocybernetica - de studie van een geheel levend organisme
- Neurocybernetica - cybernetica die zich bezighoudt met neurologische modellen. (Psycho-Cybernetica was de titel van een zelfhulpboek, en is geen wetenschappelijke discipline)
- Moleculaire cybernetica - cybernetica die zich bezighoudt met moleculaire systemen (b.v. cybernetica van de moleculaire biologie)
- Cellulaire cybernetica - cybernetica die zich bezighoudt met cellulaire systemen (b.v. informatietechnologie/cellphones of biologische cellen)
- Evolutionaire cybernetica - studie van de evolutie van informatiesystemen (Zie ook evolutionaire programmering, evolutionair algoritme)

## Vroege voorstanders
Vroege voorstanders van biocybernetica zijn onder meer William Ross Ashby, Hans Drischel en Norbert Wiener.